# Calamothespis subcornuta
Calamothespis subcornuta är en bönsyrseart som beskrevs av Scott LaGreca 1952. Calamothespis subcornuta ingår i släktet Calamothespis och familjen Toxoderidae. Inga underarter finns listade i Catalogue of Life.